# NGC 4782
NGC 4782 ist eine Elliptische Galaxie vom Hubble-Typ E im Sternbild Rabe und etwa 202 Millionen Lichtjahre von der Milchstraße entfernt.
Sie wurde am 27. März 1786 von Wilhelm Herschel mit einem 18,7-Zoll-Spiegelteleskop entdeckt, der sie dabei mit „pretty faint, pretty small, round, much brighter in the middle, preceding of double nebula“ beschrieb.